# Куиннипиак (река)
Куиннипиак (англ. Quinnipiac River) — река в округах Хартфорд и Нью-Хейвен (штат Коннектикут, США). Длина 73 километра.

## Описание
Куиннипиак берёт своё начало в болоте Дэдвуд, расположенном между городками Плейнвилл и Нью-Бритен. Общее направление течения — с севера на юг. Впадает в бухту Нью-Хейвен пролива Лонг-Айленд на территории города Нью-Хейвен.
Населённые пункты на реке (от истока к устью): Плейнвилл, Сатингтон, Чешир, Мериден, Уоллингфорд, Норт-Хейвен, Нью-Хейвен.
Через Куиннипиак перекинуто несколько мостов, самые известные из которых Томлинсон (открыт в 1797 году, длина 284 метра, несёт US 1), Мемориальный мост Пёрл-Харбора (1958 год, 1443 метра, I-95).
На реке построены четыре плотины, все возрастом более века и ныне находящиеся в плачевном состоянии, из-за чего судоходство сильно затруднено. Приливная волна поднимается до 23 километров вверх от устья.
Параллельно реке на протяжении 9,7 километра расположен одноимённый парк штата и живописная пешеходная тропа протяжённостью 38,6 километра.

## Экология
На протяжении XIX и XX веков Куиннипиак регулярно страдала от загрязнения воды, так как она находится в промышленно развитом районе. В 1886 году Куиннипиак стала первой рекой в штате, на которой Генеральной ассамблеей Коннектикута было произведено официальное измерение уровня загрязнения, в результате чего городу Мериден было запрещено сбрасывать свои сточные воды в реку. В 1891 году на Куиннипиаке была построена первая в штате очистительная станция. Тем не менее в 1914 году департамент здравоохранения Коннектикута сообщил о почти полном исчезновении крупных рыб в устье реки. Экологическая ситуация на реке стала несколько лучше после принятия необходимых правовых актов в 1967 и 1972 годах.

## История
Название Куиннипиак происходит от алгонкинских языков и означает «земля длинной воды». Европейцами река была открыта в 1614 году. В начале XVIII века местные поселенцы называли её Драконья река, так как здесь тогда в изобилии водились тюлени вида обыкновенный тюлень и в два раза более крупные длинномордые тюлени, которых тогда в быту называли «морские драконы».

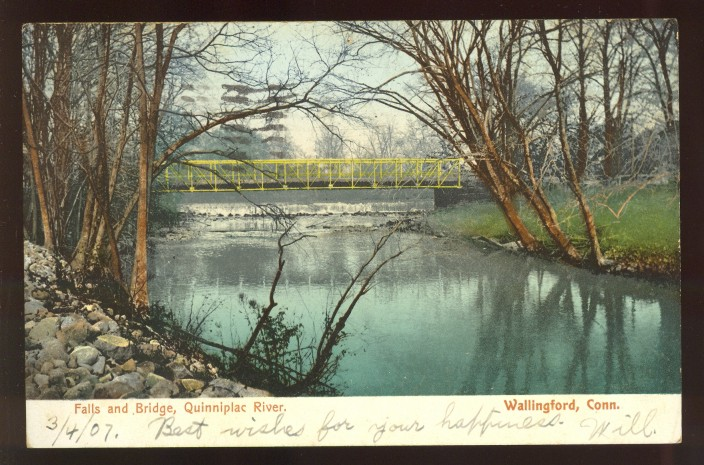
Мост через Куиннипиак в Уоллингфорде. Почтовая открытка 1907 года.
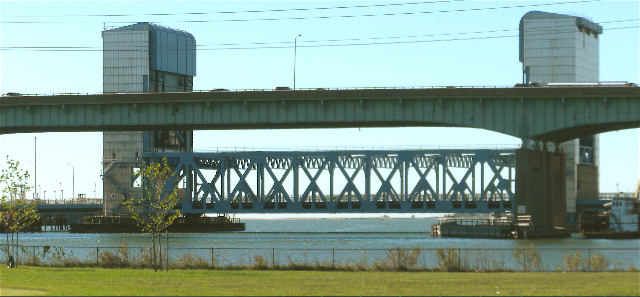
Мост Томлинсон[англ.]
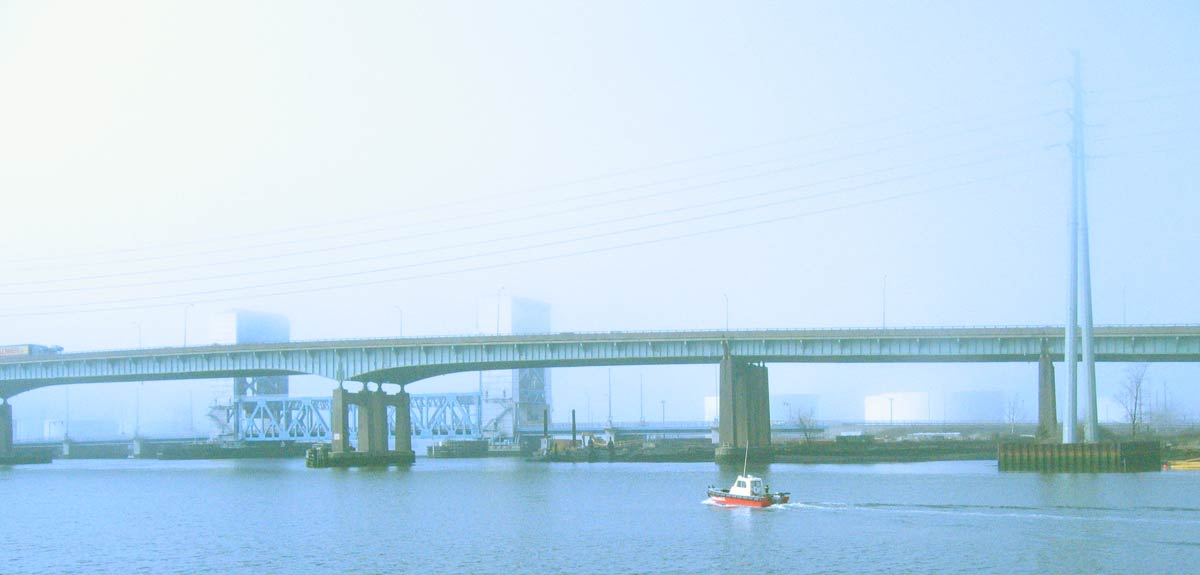
Мемориальный мост Пёрл-Харбора[англ.]